# Kakolabacken

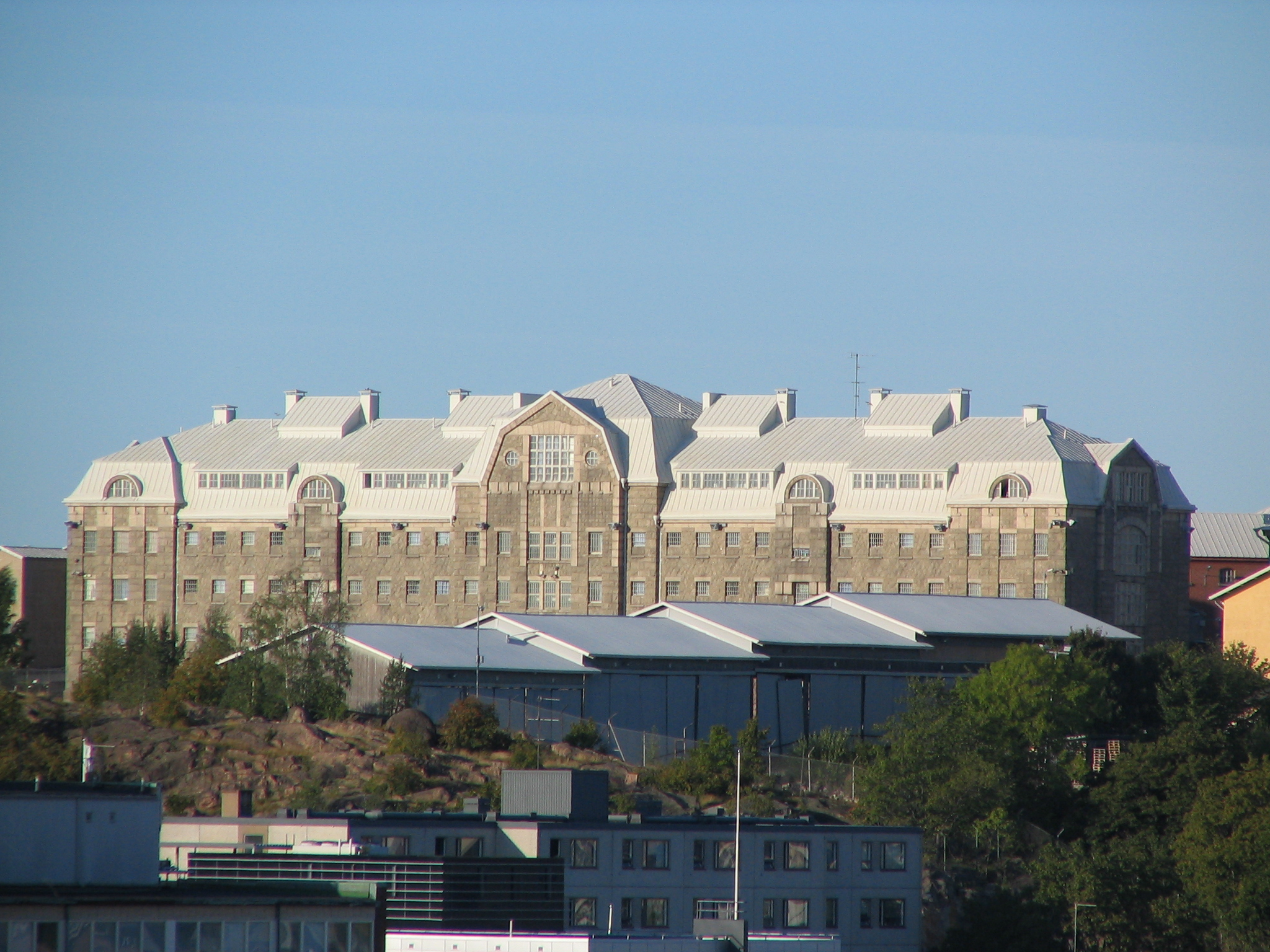
Det tidigare fängelset.

Kakolabacken, berg i Åbo stad, fi.: Kakolanmäki. Kakolabacken är framför allt känd för att Åbo fängelse fungerade där till september 2007 då det nya fängelset öppnades i Starrbacka 6 km nordnordost om Åbo centrum.